# محمد سعيد الجليلي
محمد سعيد الجليلي (1314 - 1383 ه‍ / 1896 - 1963 م) هو أديب من أهل الموصل.

## ترجمته
ولد محمد سعيد الجليلي في الموصل عام 1896. نشأ وترعرع فيها ودرس على علمائها ويعد من حملة الأفكار القومية الرواد في المدينة. ساهم بقلمه في جميع المناسبات الوطنية والقومية. انتسب إلى جمعية العلم السرية. واشتغل معلماً في مدارس المدينة ومنها مدرسة دار العرفان وانضم إلى النادي الأدبي في الموصل ألقى خطبة بمناسبة المولد النبوي فيه عام 1341هـ. وكان من أوائل المشاركين في تشكيل أعضاء دائميين للتمثيل في اللجنة التمثيلية التي شكلت للنادي الأدبي وكان من المقرر ان يقوم بتمثيل الدور الرئيس في مسرحية (فتح عمورية) لعبد المجيد شوقي البكري التي قدمها النادي الأدبي الا انه اعتذر بعد ذلك عن القيام بتمثيل الدور والتي قدمت على مسرح النادي الأدبي عام 1922. ونشر العديد من المقالات في الصحف والمجلات العراقية والعربية.
وكان محمد سعيد الجليلي العضد الأيمن لرؤوف الغلامي وهو من المؤسسين معه لجمعية الآداب وفروعها، ومدرسة النجاح ومكتبة الخضراء، ومنتدى الحمراء، وكان عضواً فاعلاً في النادي الأدبي عند قيام الحكم الوطني. وكان له نشاط سياسي فقد انضم إلى جمعية العلم السرية خلال الحرب العالمية الأولى. ثم انضم إلى جمعية العهد وفصل خلال الاحتلال البريطاني للعراق من التدريس ثم عاد إلى الوظيفة في العهد الملكي فعين مديراً للتحرير وكاتباً للضبط في سكرتارية أول مجلس نيابي ثم مأمور للنفوس فمأمور املاك فملاحظ كمارك.

## مؤلفاته
- كيف تجد السعادة 1924.
- للحقيقة والتاريخ.
- ضحايا الاستعمار في الشرق العربي.
- يوميات وخواطر/تبحث في النقد والاجتماع 1925.
- نظرات في مشاريع مجلس الاعمار 1954.
- الاناشيد الموصلية للمدارس العربية 1954.
- من صميم الواقع 1956.
- مذكرات الشباب واحلامه.
- مداعبات بين شاعر وصديقه.
- شعر الشباب.
- في غمرة الكفاح.
- كيف يرقى العراق.[2]